# Українська трибуна (Варшава)
Українська трибуна — українська суспільно-політична щоденна газета початку 20-х рр. ХХ ст, що стояла на позиціях екзильного уряду УНР.
Виходила у Варшаві з травня 1921 по березень 1922, коштом Є. Лукасевича, за редакцією О. Саліковського, вийшло близько 200 чисел. Її видавали прибічники Симона Петлюри. Це був добре поінформований орган, що під вправною редакторською рукою уміщував і праці та статті на політичні, економічні, історичні та літературні теми. Найактивніші співробітники редакції були виразниками думок і політичної позиції українських соціал-федералістів. Авторами статей та есеїв були, зокрема, Олександр Лотоцький, Андрій Ніковський, Олександр Ковалевський, Микола Вороний, Вячеслав Прокопович, Василь Щурат, Павло Зайцев, Іван Фещенко-Чопівський, Леонід Білецький, Іван Огієнко, Левко Чикаленко. Опубліковані тексти торкалися життя українських емігрантів у Другій Речі Посполитій, діяльності Уряду Української Народної Республіки в еміграції, проблем інтернованих українських вояків, обстанови в Радянській Україні, а також культурних, історичних та економічних питань.  
Видання мало своїх представників у декількох країнах (Чехословаччина, Болгарське царство, Королівство сербів, хорватів і словенців, Нідерланди, Бельгія, Німеччина).
Редакція зазнавала серйозних фінансових труднощів, що призвело навіть до тимчасового припинення випуску газети наприкінці 1921 року. 
Перестала виходити в березні 1922 р., що було пов'язано з друком серії статей, присвячених проблемам Східної Галичини та Західної Волині, які не відповідали політиці Польщі щодо цих земель. Продовженням «Української трибуни» з 1923 р. стало видання «Трибуна України».   